# Ễnh ương Vân Nam
Ễnh ương Vân Nam (danh pháp hai phần: Glyphoglossus yunnanensis) là một loài ễnh ương trong họ Microhylidae. Chúng được tìm thấy ở Trung Quốc (Vân Nam, Quý Châu, Tứ Xuyên), Việt Nam (Phan Xi Păng), và có thể có ở cả miền bắc Lào và miền đông Myanmar.
Môi trường sống tự nhiên của chúng là các khu rừng ẩm ướt đất thấp nhiệt đới hoặc cận nhiệt đới, các khu rừng vùng núi ẩm nhiệt đới hoặc cận nhiệt đới, vùng đất ẩm có cây bụi nhiệt đới hoặc cận nhiệt đới, đầm nước, đầm nước ngọt, đầm nước ngọt có nước theo mùa, đất canh tác, vườn nông thôn, khu vực trữ nước, ao, ao nuôi trồng thủy sản, và đất có tưới tiêu, ở độ cao 700-2.400 m. Loài này đang bị đe dọa do mất môi trường sống.